# Leśniki (powiat siemiatycki)
Leśniki – wieś w Polsce położona w województwie podlaskim, w powiecie siemiatyckim, w gminie Perlejewo.
W latach 1975–1998 miejscowość należała administracyjnie do województwa łomżyńskiego.
Wierni kościoła rzymskokatolickiego należą do parafii św. Jana Chrzciciela w Grannym.

## Historia
Nazwa wsi pochodzi od słowa leśniak, czyli mieszkańca lasów. W roku 1580 część miejscowości znajdowała się w dobrach krzemieńskich wojewody podlaskiego Kiszki. Zasiedlało ją 5. poddanych, tzw. ogrodników. Byli to chłopi uprawiający niewielkie działki ziemi, zatrudniani dodatkowo do pracy na folwarku. Pozostała część należała prawdopodobnie do Jana Kosińskiego, pisarza ziemskiego. W następnych wiekach Leśniki przeszły na własność rodziny Ossolińskich z Rudki.
Na początku XIX w. wieś należała do folwarku Kabaćki w kluczu rudzkim. Mieszkańcy wsi odpracowywali tam pańszczyznę do roku 1861.
Według danych z 1902 roku uprawiano tu 107 dziesięcin ziemi. Miejscowość należała do gminy Skórzec.
W 1921 roku w Leśnikach było 13 domów zamieszkałych i 1 opuszczony oraz 115 mieszkańców wyznania rzymskokatolickiego i narodowości polskiej. 